# Madeburcht
De Madeburcht of Huis de Made was een mottekasteel in de Nederlandse stad Delft, provincie Zuid-Holland.

## Geschiedenis
Het kasteel werd in de 13e eeuw gebouwd in de Madelanden. Deze hooilanden lagen ten zuidwesten van Delft. Mogelijke bouwheer was Bartholomeus van der Made, die rond 1240 de Oude Kerk van Delft verbouwde en uitbreidde. Het kasteel beschikte over een eigen leenkamer en de eigenaar gaf dus gronden uit in leen aan vazallen.
In 1384 beval de graaf van Holland om het kasteel af te breken. Dit was bedoeld als strafmaatregel na een conflict tussen de kasteeleigenaar en de graaf.
Kort na 1500 zal het kasteel definitief zijn verdwenen. Een kaart uit 1567 van Jan Jansz. Potter toont alleen nog een rond kasteelterrein met een klein poortgebouw.

## Onderzoek
In 1959 werden rioolsleuven aangelegd die ook het voormalige kasteelterrein raakten. Uit nader onderzoek kwam naar voren dat er op de ronde motteheuvel een vierkant of rechthoekig gebouw had gestaan; de heuvel was omgeven door een ronde ringmuur. Ook werden diverse vondsten gedaan uit de 13e en 14e eeuw.
Abbenbroek · Abspoel · Adegeest · Slot Alkemade ·  Altena · Arkelsburg · Bellesteyn · Huis ten Berghe · Binckhorst · Binnenhof · Blijdestein · Te Blotinghe · Boekenburg · Boekhorst · Boshuysen · Bulgersteyn · Burcht (Leiden) · Burcht (Voorne) · Slot Capelle · Coebel · Cranenburg · Crayestein · Cronesteyn · Crooswijk · Develstein · 't Huys Dever · Dirks Steenhuis · Ter Does · Duivenstein · Duivenvoorde · Endegeest · Endepoel · Foreest · Giessenburg · Gravensteen · Groot Haesebroek · 's Heeraartsberg · Hof van Wateringen · Holy · Slot Honingen · Kasteel van de Heren van Arkel · Kasteel van Gouda · Keenenburg · Kasteel Keukenhof · Klein Poelgeest · Huis te Langerak · Langestein · Huis te Liesveld · Ter Lips · De Loo · Madeburcht · Marenburch · Meerburg · Huis te Merwede · Huis ter Mey · Kasteel van der Meye · Niemandsvriend · Noordeloos · Oud-Berendrecht · Oud-Poelgeest · Oud Teylingen · Paddenpoel · Persijn · Groot Poelgeest · Hof van Putten · Puttensteyn · Landgoed De Raephorst · Kasteel Ravesteyn · Kasteel van Rhoon · Rijnegom · Rijnenburg · Huis te Riviere · Rodenburg · Hofstad Rodenrijs · Rodenrijs · Rosenburgh · Huis Roucoop · Santhorst · Schelluinderberg · Schonenburg · Kasteel van Schoonhoven · Souburgh · Spangen · Starrenburg · Huis ter Specke · Steenvoorde · Stenevelt · Slot Teylingen · Den Toll · Torenvliet · Slot Valckesteyn · Huis ter Waard · Warmont · Ter Weer · Hof van Wena · Kasteel Westerbeek · Huis te Woude · Kasteel van IJsselmonde · 't Zand · Huis Zevender · Kasteel aan de Zevender · Zijlhof · Zonneveld · Huis Zuidwijk · Zwieten